# Греппин
Греппин (нем. Greppin) — посёлок в Германии, в земле Саксония-Анхальт. Входит в состав района Биттерфельд. Подчиняется управлению Вольфен. Население 2835 чел. Занимает площадь 8,19 км².

## Компании
- Viverso GmbH (Bayer AG)